# Diane von Fürstenberg
Diane von Fürstenberg (właśc. Diane Simone Michele Halfin) znana też jako DVF (ur. 31 grudnia 1946 w Brukseli) – belgijska projektantka mody żydowskiego pochodzenia. Założycielka i prezeska firmy noszącej jej imię, najbardziej znana z projektu kultowej kopertowej sukienki, którą stworzyła w 1974.

## Wczesne lata
Urodziła się w żydowskiej rodzinie. Jej ojciec, Leon Halfin, wyemigrował do Belgii w 1929 z Kiszyniowa, a później szukał schronienia przed nazistami w Szwajcarii. Matka, Liliane Nahmias, urodzona w Grecji, została schwytana przez nazistów, gdyż była członkinią ruchu oporu podczas II wojny światowej. Ocalała z Holokaustu. Diane często mówi o wpływie matki na jej życie, podziwia ją za odwagę. Mówi, że nauczyła ją patrzeć tylko na pozytywne rzeczy, bez względu na to, co się dzieje.
Diane von Fürstenberg uczęszczała do szkoły z internatem w Oxfordshire, następnie studiowała na uniwersytecie w Madrycie, po czym przeniosła się na Uniwersytet Genewski, by studiować ekonomię. Po kilku latach wyjechała do Paryża, gdzie pracowała jako asystentka agenta fotografa mody Alberta Koskiego. Później, we Włoszech, odbywała praktykę u producenta tekstyliów Angelo Ferretti. Tam zaczęła się jej przygoda z modą. To tutaj zaprojektowała i wyprodukowała swoje pierwsze jedwabne sukienki.
W 1969 przeniosła się do Nowego Jorku, gdzie wyprodukowała własną linię dżersejowych sukienek.

## Kariera i marka
W 1970 Fürstenberg zaczęła projektować ubrania dla kobiet. Mówiła później: Chciałam być kimś swoim, a nie zwykłą małą dziewczynką, która wyszła za mąż.
Po przeprowadzce do Nowego Jorku Fürstenberg poznała znaną redaktorkę Vogue, Dianę Vreeland, która uznała jej projekty za absolutnie rewelacyjne. Nazwisko Fürstenberg pojawiło się w programie New York Fashion Week.
W 1974 wprowadziła na rynek dzianinową „sukienkę kopertową” z dżerseju, która stała się ikoniczna. Egzemplarz znajduje się w kolekcji Costume Institute w Metropolitan Museum of Art. Dwa lata później, w związku z sukcesem, Fürstenberg znalazła się na okładce magazynu Newsweek. Artykuł opisywał ją jako najbardziej atrakcyjną kobietę od czasu Coco Chanel. Wprowadziła na rynek linię kosmetyków i pierwszy zapach "Tatiana" nazwany na cześć córki. "The New York Times" podał, że do 1979 roczna sprzedaż detaliczna firmy Fürstenberg wyniosła 150 milionów dolarów (równowartość 528 milionów dolarów w 2019).
W 1985 Fürstenberg przeniosła się do Paryża, gdzie założyła francuskojęzyczne wydawnictwo Salvy. Otworzyła szereg innych biznesów, w tym linię kosmetyków i zakupów w domu (1991). W 1992 zarobiła 1,2 miliona dolarów (równowartość 2,2 miliona dolarów w 2019) na kolekcji Silk Assets. Wynik osiągnięto w dwie godziny.
Ponowne otwarcie firmy to rok 1997. Fürstenberg wprowadziła na rynek sukienkę kopertową, która zyskała popularność w kolejnym pokoleniu kobiet. W 1998 opublikowała wspomnienia zatytułowane Diane: A Signature Life. W 2004 wprowadziła kolekcję biżuterii DVF by H. Sterna, a także szale i stroje plażowe. W 2006 została wybrana na przewodniczącą Rady Projektantów Mody Ameryki (Council of Fashion Designers of America). Nadal zajmuje to stanowisko. W 2008 odsłonięto gwiazdę jej poświęconą w Alei Sław na Seventh Avenue.
W 2009 w Manezh, jednej z największych publicznych przestrzeni wystawienniczych w Moskwie, otwarto wielkoformatową wystawę retrospektywną zatytułowaną Diane von Furstenberg: podróż sukni. Kuratorem był André Leon Talley. Wystawa przyciągnęła uwagę mediów. W 2010 została pokazana w São Paulo, a rok później w Pace Gallery w Pekinie.
W 2010 Fürstenberg została nagrodzona złotym medalem na dorocznej Gali Złotego Medalu Instytutu Królowej Zofii. W 2011 wprowadziła kolekcję przedmiotów do mieszkań i charakterystyczny zapach DIANE.
W 2012 we współpracy z GapKids i CURRENT / ELLIOTT wypuściła swoją pierwszą kolekcję dla dzieci.
Jej ubrania nosiło wiele celebrytów, w tym księżna Cambridge, Gwyneth Paltrow, Kate Beckinsale, Madonna, Jessica Alba, Susan Sarandon, Priyanka Chopra Jonas, Jennifer Lopez i Whitney Houston.
W 2014 Fürstenberg dołączyła do kampanii Ban Bossy jako rzeczniczka ról przywódczych wśród dziewcząt.
W 2018 jej marka zakazała używania moheru po tym, jak ekspozycja PETA wykazała, że pracownicy firmy okaleczają i zabijają kozy, aby go zdobyć. Zakazała użycia futer, angory i egzotycznych skór w jej przyszłych kolekcjach.
W dniu 28 lutego 2020 Fürstenberg otrzymała tytuł Chevalier de la Légion d'honneur za wkład w modę, działania na rzecz przywództwa kobiet i filantropię. Nagrodę podczas ceremonii w siedzibie Ministerstwa Spraw Zagranicznych Francji na Quai d'Orsay wręczyła Christine Lagarde, prezeska Europejskiego Banku Centralnego.

## Filantropia
Fürstenberg jest dyrektorką rodzinnej fundacji Diller – von Fürstenberg, która wspiera organizacje non-profit w zakresie budowania społeczności, edukacji, praw człowieka, sztuki, zdrowia i środowiska. W 2010 fundacja stworzyła Nagrodę DVF, wręczaną corocznie czterem kobietom, które wykazują się przywództwem, siłą i odwagą w zaangażowaniu w sprawy kobiet. W 2011 fundacja przeznaczyła 20 milionów dolarów na High Line, park liniowy szlak greenway i szlak kolejowy utworzony na dawnej bocznicy kolejowej w Manhattanie.
Fürstenberg zasiada w zarządzie Vital Voices, kobiecej organizacji. Była jedną z szefowych grupy wcielających w życie projekt dotyczący przyszłości nowojorskiego przemysłu modowego, przygotowany dla burmistrza Nowego Jorku Michaela Bloomberga przez New York City Economic Development Corporation.
W 2016 zaprojektowała koszule na potrzeby kampanii prezydenckiej Hillary Clinton.
W 2019 uruchomiła podcast #InCharge, dostępny wyłącznie na Spotify, w celu wzmocnienia pozycji kobiet. Gościniami podcastu były m.in. Kris Jenner, Karlie Kloss i Priyanka Chopra Jonas. Ta ostatnia w 2019 zaprosiła Fürstenberg do programu If I Could Tell You Just One Thing.

## Popkultura
W 2014 w Ovation TV pojawił się film dokumentalny The Fashion Fund o konkursie CFDA / Vogue Fashion Fund. Diane wystąpiła u boku Anny Wintour.
W listopadzie 2014 E! Entertainment rozpoczął nadawanie pierwszego sezonu reality show House of DVF. Uczestnicy programu wykonywali różne zadania i wyzwania w nadziei, że zostaną ambasadorami globalnej marki Fürstenberg. We wrześniu 2015 pojawił się drugi (ostatni) sezon show.

## Życie prywatne
W 1956, w czasie studiów w Genewie, poznała księcia Edwarda Egona von Fürstenberg, starszego syna księcia Tassilo zu Fürstenberg z niemieckiego, katolickiego rodu arystokratycznego i członka rodziny włoskich dziedziców Fiata. Wyszła za niego za mąż w 1969 w Nowym Jorku. Była wówczas w ciąży. Para miała dwoje dzieci urodzonych w Nowym Jorku, Aleksandra i Tatianę.
Małżeństwo Fürstenberga — choć niepopularne wśród rodziny pana młodego, ze względu na żydowskie pochodzenie panny młodej — było uważane za dynastyczne. Po ślubie tytułowano ją Najjaśniejszą Wysokością Księżną Diane z Fürstenbergu. Wszelkie roszczenia do tytułu straciła po separacji z mężem w 1972 i rozwodzie w 1983. W 1973 Egon także został projektantem mody.
W 2001 wyszła za mąż za amerykańskiego potentata medialnego Barry'ego Dillera.
Szczegóły jej rodzinnej historii przedstawiono w serialu PBS Finding Your Roots w odcinku pt. „Fashion's Roots” (sezon 6, 13 października 2020).